# 西祖谷山村中尾
西祖谷山村中尾（にしいややまむらなかお）は、徳島県三好市の町名。郵便番号は778-0102。

## 地理
三好市の南部に位置。北は西祖谷山村善徳、西は西祖谷山村今久保、東は西祖谷山村閑定、南は東祖谷元井とそれぞれ接する。北境の西祖谷山村善徳には祖谷のかずら橋があり、徳島県道32号山城東祖谷山線沿いは観光客が行き来している。

## 歴史
- 2006年（平成18年）3月1日 - 三好郡西祖谷山村が三野町・池田町・山城町・井川町・東祖谷山村と合併して三好市が発足し、現在の町名となる。

## 世帯数と人口
2021年（令和3年）12月31日現在の世帯数と人口は以下の通りである。
| 町丁           | 世帯数 | 人口 |
| -------------- | ------ | ---- |
| 西祖谷山村中尾 | 7世帯  | 12人 |

## 小・中学校の学区
市立小・中学校に通う場合、学区は以下の通りとなる。
| 番地 | 小学校             | 中学校               |
| ---- | ------------------ | -------------------- |
| 全域 | 三好市立檪生小学校 | 三好市立西祖谷中学校 |

## 交通

### 鉄道
- 最寄駅はJR土讃線の大歩危駅。

### 道路
都道府県道
- 徳島県道32号山城東祖谷山線

## 施設
- かずら橋夢舞台